# La Vallée-Mulâtre
La Vallée-Mulâtre település Franciaországban, Aisne megyében. Lakosainak száma 147 fő (2022. január 1.). La Vallée-Mulâtre Mennevret, Molain, Ribeauville, Saint-Martin-Rivière, Vaux-Andigny és Wassigny községekkel határos.

## Népesség
A település népességének változása:
| Lakosok száma | 204  | 148  | 148  | 142  | 163  | 160  | 148  | 142  | 138  | 147  |
|               | 1968 | 1982 | 1990 | 2006 | 2013 | 2015 | 2017 | 2019 | 2020 | 2022 |